# Heikin Pukkelo
Heikin Pukkelo är en ö i Finland. Den ligger i sjön Enonvesi och i kommunen Enonkoski i den ekonomiska regionen  Nyslotts ekonomiska region  och landskapet Södra Savolax, i den sydöstra delen av landet, 290 km nordost om huvudstaden Helsingfors. Öns area är 5,1 hektar och dess största längd är 480 meter i sydöst-nordvästlig riktning.